# モフサル・エフロエフ
モフサル・イヴロエフ（ロシア語: Мовсар Евлоев、英語: Movsar Evloev、1994年2月11日 - ）は、ロシアの男性総合格闘家。イングーシ共和国スンジャ出身。ナート・ファイトクラブ/アメリカン・トップチーム所属。UFC世界フェザー級ランキング1位。元M-1 Globalバンタム級王者。

## 来歴
幼い頃からグレコローマンレスリングを経験し、スポーツマスターの称号を授与されている。

### M-1 Global
2014年11月25日、プロ総合格闘技デビュー戦となったM-1 Challenge 53でヒ・ジャンウェイと対戦し、リアネイキドチョークで2R一本勝ち。

#### M-1 Global王座獲得
2017年4月22日、M-1 Challenge 76のM-1 Globalバンタム級暫定王座決定戦でアレクサンダー・ネフゾロフと対戦し、右ハイキックで2RKO勝ち。暫定王座獲得に成功した。
2017年7月22日、M-1 Challenge 81のM-1 Globalバンタム級王座統一戦でパベル・ヴィトルクと対戦し、3-0の5R判定勝ち。王座統一に成功した。
2018年2月22日、M-1 Challenge 88のM-1 Globalバンタム級タイトルマッチでセルゲイ・モロゾフと対戦し、リアネイキドチョークで3R一本勝ち。王座の初防衛に成功した。
2018年7月21日、M-1 Challenge 95のM-1 Globalバンタム級タイトルマッチでラファエル・ディアスと対戦し、右ストレートで5RKO勝ち。2度目の王座防衛に成功した。

### UFC
2019年4月20日、UFC初参戦となったUFC Fight Night: Overeem vs. Oleinikでチェ・スンウと対戦し、3-0の判定勝ち。
2021年6月12日、UFC 263でフェザー級ランキング15位のハキーム・ダオドゥと対戦し、3-0の判定勝ち。
2022年6月4日、UFC Fight Night: Volkov vs. Rozenstruikでフェザー級ランキング10位のダン・イゲと対戦し、3-0の判定勝ち。
2023年5月6日、UFC 288でディエゴ・ロペスと対戦。腕ひしぎ十字固め、キムラロック、膝十字固めを極められかけるなど苦戦を強いられたものの、優勢に試合を進めて3-0の判定勝ち。ファイト・オブ・ザ・ナイトを受賞し、当初はフェザー級ランキング11位のブライス・ミッチェルと対戦予定であったが、ミッチェルの負傷欠場によりロペスとの対戦に急遽変更された。
2024年1月20日、UFC 297でフェザー級ランキング4位のアーノルド・アレンと対戦し、3-0の判定勝ち。
2024年12月7日、UFC 310でフェザー級ランキング9位の元UFC世界バンタム級王者アルジャメイン・スターリングと対戦し、3-0の判定勝ち。無敗記録を19に伸ばした。

## 戦績
| 総合格闘技 戦績 | 総合格闘技 戦績 | 総合格闘技 戦績 | 総合格闘技 戦績 | 総合格闘技 戦績 | 総合格闘技 戦績 | 総合格闘技 戦績 |
| --------------- | --------------- | --------------- | --------------- | --------------- | --------------- | --------------- |
| 19 試合         | (T)KO           | 一本            | 判定            | その他          | 引き分け        | 無効試合        |
| 19 勝           | 3               | 4               | 12              | 0               | 0               | 0               |
| 0 敗            | 0               | 0               | 0               | 0               | 0               | 0               |

| 勝敗 | 対戦相手                     | 試合結果                            | 大会名                                           | 開催年月日     |
| ○    | アルジャメイン・スターリング | 5分3R終了 判定3-0                   | UFC 310: Pantoja vs. Asakura                     | 2024年12月7日  |
| ○    | アーノルド・アレン           | 5分3R終了 判定3-0                   | UFC 297: Strickland vs. du Plessis               | 2024年1月20日  |
| ○    | ディエゴ・ロペス             | 5分3R終了 判定3-0                   | UFC 288: Sterling vs. Cejudo                     | 2023年5月6日   |
| ○    | ダン・イゲ                   | 5分3R終了 判定3-0                   | UFC Fight Night: Volkov vs. Rozenstruik          | 2022年6月4日   |
| ○    | ハキーム・ダオドゥ           | 5分3R終了 判定3-0                   | UFC 263: Adesanya vs. Vettori 2                  | 2021年6月12日  |
| ○    | ニック・レンツ               | 5分3R終了 判定2-1                   | UFC 257: Poirier vs. McGregor 2                  | 2021年1月24日  |
| ○    | マイク・グランディ           | 5分3R終了 判定3-0                   | UFC on ESPN 14: Whittaker vs. Till               | 2020年7月26日  |
| ○    | エンリケ・バルソラ           | 5分3R終了 判定3-0                   | UFC Fight Night: Maia vs. Askren                 | 2019年10月26日 |
| ○    | チェ・スンウ                 | 5分3R終了 判定3-0                   | UFC Fight Night: Overeem vs. Oleinik             | 2019年4月20日  |
| ○    | ラファエル・ディアス         | 5R 0:21 KO（右ストレート→パウンド） | M-1 Challenge 95 【M-1バンタム級タイトルマッチ】 | 2018年7月21日  |
| ○    | セルゲイ・モロゾフ           | 3R 3:47 リアネイキドチョーク        | M-1 Challenge 88 【M-1バンタム級タイトルマッチ】 | 2018年2月22日  |
| ○    | パベル・ヴィトルク           | 5分5R終了 判定3-0                   | M-1 Challenge 81 【M-1バンタム級王座統一戦】     | 2017年7月22日  |
| ○    | アレクサンダー・ネフゾロフ   | 2R 2:15 KO（右ハイキック）          | M-1 Challenge 76 【M-1バンタム級暫定王座決定戦】 | 2017年4月22日  |
| ○    | リー・モリソン               | 5分3R終了 判定3-0                   | M-1 Challenge 73                                 | 2016年12月9日  |
| ○    | アレクサンダー・クルペンキン | 1R 4:09 TKO（パウンド）             | M-1 Challenge 66                                 | 2016年5月27日  |
| ○    | ジュルスタン・アキモフ       | 2R 2:01 リアネイキドチョーク        | M-1 Challenge: Battle in Nazran 3                | 2016年5月7日   |
| ○    | アンドレイ・シロヴァトキン   | 1R 1:44 リアネイキドチョーク        | M-1 Challenge: Battle in Nazran                  | 2016年12月12日 |
| ○    | ルー・ゼンホン               | 5分2R終了 判定3-0                   | M-1 Challenge 58                                 | 2015年6月6日   |
| ○    | ヒ・ジャンウェイ             | 2R 1:45 リアネイキドチョーク        | M-1 Challenge 53                                 | 2014年11月25日 |

## 獲得タイトル
- 第2代M-1 Globalバンタム級王座（2017年）
- M-1 Globalバンタム級暫定王座（2017年）

## 表彰
- UFC ファイト・オブ・ザ・ナイト（1回）